# Cyborg (DC Comics)
Pour les articles homonymes, voir Cyborg (homonymie).
 (août 2017).
Si vous disposez d'ouvrages ou d'articles de référence ou si vous connaissez des sites web de qualité traitant du thème abordé ici, merci de compléter l'article en donnant les références utiles à sa vérifiabilité et en les liant à la section « Notes et références ».
Cyborg, de son vrai nom Victor Stone, est un super-héros de l'univers de DC Comics, créé par Marv Wolfman et George Pérez. Il est l'un des membres de l'équipe des Teen Titans, aussi bien dans le comic original que dans la série d'animation. Depuis le reboot de l'univers DC Comics fin 2011, Renaissance DC, Cyborg fait partie des membres fondateurs de la Ligue de justice d'Amérique.

## Histoire
Victor Stone est le fils d'un couple de scientifiques. Ses parents l'utilisent comme cobaye, pour diverses expériences. Leur en voulant pour ceci, il commença à se lier d'amitié avec un jeune voyou, Ron Evers ce qui l'amena à enfreindre la loi. Le jeune Victor s'intéresse par ailleurs à des activités désapprouvées par ses parents, comme l'athlétisme. Néanmoins, il finit par se fixer des limites, refusant de suivre Ron dans des activités terroristes.
Les choses se compliquent lorsqu'il rend visite à ses parents, qui travaillent alors pour STARLabs. Durant une expérience sur un portail dimensionnel, une créature gélatineuse dangereuse traverse le passage et tue la mère de Victor. Elle reporte ensuite son attention sur Victor et le mutile gravement. Son père parvient finalement à renvoyer le monstre dans le portail.
Pour sauver la vie de son fils, M. Stone lui implante de multiples prothèses prototypes de sa propre conception, faisant de lui un véritable cyborg. Horrifié par le résultat, Victor préfère mourir. Des soins thérapeutiques lui permettent cependant de se remettre plus ou moins du choc.
Cependant, il est clairement incapable de reprendre une vie normale : tout le monde, même sa petite amie, Marcy Reynolds le rejette. Il sombre dans la dépression. Ron tente alors d'en profiter pour le manipuler et se servir de lui pour une attaque terroriste contre les Nations unies. Mais Victor ne se laisse pas faire et, équipant ses prothèses d'armes de haute technologie, intervient pour l'empêcher de lancer une attaque sur le quartier général de l'ONU.
Plus tard, il rejoint l'équipe des Teen Titans, qui lui apprend à transformer sa rage en héroïsme. Cela lui permet également de se refaire des amis. Ainsi, durant cette période, il se lie notamment avec Changelin. Après la destruction de l'équipe, il fait construire une nouvelle Tour des Titans à San Francisco et forme une nouvelle équipe de Titans, dont il est l'un des chefs actuels.

### Reboot DC: DC New Universe
Durant les conséquences de Flashpoint, le Reverse-Flash (pire ennemi de Flash et ayant les mêmes pouvoirs que lui) déforme la réalité. Dans ce monde alternatif, Barry Allen (Flash) ne possède plus sa super-vitesse et Cyborg est le héros adoré d'Amérique (puisqu'il n'existe pas de Superman dans cette réalité). Il tente désespérément de former une Ligue de Justice pour contrer la guerre des Atlantes et des Amazones. Il essaiera notamment de recruter Batman (Thomas Wayne) et participera à la bataille finale aux côtés de Flash et d'autres héros.
Flash réussit à récupérer ses pouvoirs et essaye de rétablir la réalité d'origine, il y parvient mais le nouvel univers qui émerge de l'ancien comportent des changements dont il n'arrive pas à s'apercevoir. En fait, à cause d'une jeune femme nommé Pandore, Wildstorm et Vertigo sont mélangés à l'univers DC, ainsi le monde a subi plusieurs changements mais garde aussi des continuités qui ont très peu changé. L'origine de la Ligue de Justice est chamboulée, les différents héros se sont rassemblés à cause de la menace de Darkseid mais le septième membre n'est plus Martian Manhunter mais Cyborg lui-même, qui le remplace. On découvre alors ses origines dans Justice League #1, il est le fils de Silas Stone (un scientifique travaillant pour Star Labs sur les surhumains). Victor est un étudiant ainsi qu'un excellent athlète en tant que joueur de Football Américain, lors de l'invasion de Darkseid, le jeune homme est brûlé par une rafale d'énergie émanant de l'ouverture d'un Tunnel Boom mais cela continue à le consumer menaçant de l'achever. Son père lui injecte une dose de nanobots pour éviter que son corps rejette les prothèses cybernétiques en «Prométhium». Il participe à la victoire des héros contre Darkseid et est un membre fondateur de la Ligue.

## Pouvoirs
Cyborg est partiellement robotique, ce qui lui donne une force et une endurance surhumaines, et fait de lui le membre le plus fort physiquement du groupe. Il possède en outre tout un arsenal de gadgets intégrés, notamment un canon sonique, un scanner, une scie... Il est même capable de s'autoréparer ou de faire agir ses membres détachés du reste de son corps.
Grâce à divers appareils intégrés à son corps, il possède des sens améliorés, car il peut détecter les ennemis ou voir dans le noir. Il peut se connecter à n'importe quelle machine pour la contrôler ou prendre des informations sur les ordinateurs. Enfin, il possède de grandes compétences intellectuelles, qui font de lui un génie de la mécanique.
Dans le reboot DC, le corps robotique de Cyborg n'est plus classique : il est maintenant beaucoup plus « futuriste ». Son père lui-même parle d'artefacts technologiques d'origine inconnue découverts à travers le monde. Il est par ailleurs capable de contrôler toute technologie, même extraterrestre comme celle de Krypton ou d'Apokolips.

## Autres médias

### Cinéma
- 2016 : Batman v Superman : L'Aube de la justice, interprété par Ray Fisher (caméo)
- 2017 : Justice League, interprété par Ray Fisher
- 2021 : Zack Snyder's Justice League, interprété par Ray Fisher

### Films d'animation
- Teen Titans: Trouble in Tokyo (Michael Chang, Ben Jones et Matt Youngberg, 2006) avec Khary Payton (VF : Daniel Lobé)
- La Ligue des justiciers : Échec (Justice League: Doom, Lauren Montgomery, 2012) avec Bumper Robinson[1] (VF : Jérôme Pauwels)
- Lego Batman, le film : Unité des super héros (Lego Batman: The Movie – DC Super Heroes Unite, Jon Burton, 2013) avec Brian Bloom (VF : Thierry Murzeau)
- La Ligue des justiciers : Le Paradoxe Flashpoint (Justice League: The Flashpoint Paradox, Jay Oliva, 2013) avec Michael B. Jordan[2] (VF : Jérôme Pauwels)
- La Ligue des justiciers : Guerre (Justice League: War, Jay Oliva, 2014) avec Shemar Moore (VF : Daniel Lobé)
- Les Aventures de la Ligue des justiciers : Piège temporel (JLA Adventures: Trapped in Time, Giancarlo Volpe, 2014) avec Avery Waddell (VF : Daniel Lobé)

- La Ligue des justiciers : Le Trône de l'Atlantide (Justice League: Throne of Atlantis, Ethan Spaulding, 2015) avec Shemar Moore (VF : Daniel Lobé)
- Lego DC Comics Super Heroes : La Ligue des Justiciers contre la Ligue des Bizarro (Lego DC Comics Super Heroes: Justice League vs. Bizarro League, Burton Vietti, 2015) avec Khary Payton (VF : Daniel Lobé)
- Lego DC Comics Super Heroes - La Ligue des justiciers : L'Attaque de la Légion maudite (Lego DC Comics Super Heroes: Justice League: Attack of the Legion of Doom, Rick Morales, 2015) avec Khary Payton (VF : Daniel Lobé)[3]
- Batman Unlimited : Monstrueuse pagaille (Batman Unlimited: Monster Mayhem, Butch Lukic, 2015) avec Khary Payton (VF : Daniel Lobé)[4]
- La Ligue des justiciers vs. les Teen Titans (Justice League vs. Teen Titans, Sam Liu, 2016) avec Shemar Moore (VF : Daniel Lobé)
- Lego DC Comics Super Heroes : La Ligue des Justiciers - L'affrontement cosmique (Lego DC Comics Super Heroes - Justice League: Cosmic Clash, Rick Morales, 2016) avec Khary Payton (VF : Daniel Lobé)
- Lego DC Comics Super Heroes - La Ligue des justiciers : S'évader de Gotham City (Lego DC Comics Super Heroes: Justice League: Gotham City Breakout, Matt Peters et Melchior Zwyer, 2016) avec Khary Payton (VF : Daniel Lobé)
- Lego Batman, le film (The Lego Batman Movie, Chris McKay, 2017)
- Justice League Dark (Jay Oliva, 2017) (caméo)
- DC Super Heroes vs. Eagle Talon (2017) avec Wataru Takagi
- La Mort de Superman (The Death of Superman, Jake Castorena et Sam Liu, 2018) avec Shemar Moore (VF : Daniel Lobé)
- Teen Titans Go! Le film (Teen Titans Go! To the Movies, Aaron Horvath et Peter Rida Michail, 2018) avec Khary Payton (VF : Daniel Lobé)
- Lego DC Comics Super Heroes: The Flash (Ethan Spaulding, 2018) avec Khary Payton (VF : Daniel Lobé)[5]
- Lego DC Comics Super Heroes: Aquaman: Rage of Atlantis (Matt Peters, 2018) avec Khary Payton (VF : Daniel Lobé)[6]
- Le Règne des Supermen  (Reign of the Supermen, Sam Liu, 2019) avec Shemar Moore (VF : Daniel Lobé)
- Justice League Dark: Apokolips War (Matt Peters et Christina Sotta, 2020) avec Shemar Moore (VF : Daniel Lobé)
- Injustice (2021)

### Série(s) télévisée(s)
Victor Stone/Cyborg (incarné par Lee Thompson Young) apparaît dans la 5e saison de la série Smallville, dans l'épisode intitulé Cyborg, puis dans la sixième saison dans l'épisode Les Cinq Fantastiques, où il fait équipe avec l'Archer Vert, Bart Allen, Aquaman et Clark Kent pour lutter contre le projet 33.1 de Lex Luthor. Dans cette version, il semblerait que ses prothèses soient internes ou camouflées : il apparaît comme un humain normal physiquement, bien que ses pouvoirs et sa partie cybernétique existent déjà.
Cyborg (interprété par Joivan Wade) est l'un des personnages principaux de la série Doom Patrol depuis 2019. Il apparaît aussi dans un épisode de la série Legends of Tomorrow en 2020 (saison 5, épisode 1) et dans deux épisodes de la série Titans en 2023 lors de la saison 4 (épisodes 9 et 10). 

### Série(s) télévisée(s) d'animation
- 2003-2006 : Teen Titans : Les Jeunes Titans/Teen Titans : Trouble in Tokyo, interprété par Khary Payton (US, 2003-2006)/Simon Greenall (UK)
- 2013- : Teen Titans Go!, interprété par Richard Epcar (US)/Simon Greenall (UK)
- 2018 : Teen Titans Go! To The Movies, interprété par Richard Epcar (US)/Simon Greenall (UK)
- 2019 : Young Justice: Outsiders, interprété par Zeno Robinson

#### Teen Titans: Les Jeunes Titans
Cyborg (Joseph J. Terry [US, saison 1]/Sam Gold [US, depuis la saison 2] - Simon Kévin Greenall [UK]) est présent parmi les personnages principaux dans Teen Titans: Les Jeunes Titans, au côté de Starfire, Raven, Changelin et Robin.
Il est présenté comme assez similaire à la version du comics, la différence essentielle étant qu'il se montre plus souple de tempérament. Ancien athlète, il est beaucoup plus grand et plus musclé que ses amis. Malgré sa carrure de véritable haltérophile, il constitue plus ou moins l'intello du groupe, puisqu'il est celui qui se débrouille le mieux en mécanique et en informatique : une bonne partie des techniques utilisées par le groupe, notamment leur sous-marin/vaisseau spatial et leur voiture, sont ses créations. Il est aussi un peu goinfre et excellent cuisinier. En outre, il prend souvent le commandement des Titans durant les absences de Robin.
Il possède les mêmes facultés que dans les comics, bien que ses prothèses aient été perfectionnées (sans doute pour remettre la série au goût du jour). Il a fait usage de nombreux gadgets au cours de la série, mais celui qu'il utilise le plus est son canon sonique, situé dans son bras droit.
Comme la plupart des personnages, la véritable identité de Cyborg n'est pas précisé directement dans la série, mais on peut y voir une allusion dans Déception, lorsqu'il infiltre la HIVE Academy sous le nom de "Stone".
La saison 3 est centré sur Cyborg et son opposition au nouveau vilain, Brother Blood. Ainsi, dans Déception, Robin fait infiltrer la HIVE Academy par Cyborg, ce dernier utilisant un hologramme pour se donner un aspect entièrement humain. Inscrit sous le nom de "Stone", il se lie d'amitié avec Mammoth, Gizmo et Jinx, et développe des sentiments pour cette dernière. Mais Brother Blood, alors directeur de l'Académie, le démasque, et tente de se servir de ses pouvoirs pour le convaincre de désormais travailler pour lui, en lui promettant de l'aider ensuite à redevenir réellement humain. Cyborg fait mine d'accepter, mais révèle finalement qu'il est toujours fidèle aux Titans, son cerveau étant immunisé contre les pouvoirs hypnotiques de Brother Blood grâce à sa partie cybernétique. Il retourne avec les autres Titans après la destruction de l'Académie de Blood.
Cependant, dans l'épisode 34, une visite d'Aqualad révèle que Brother Blood a lu dans la mémoire de Cyborg, et s'est servi de sa technologie, créant notamment une version géante de son canon sonique pour déclencher un raz-de-marée sur la ville. Les Teen Titans se rendent sur place pour arrêter la machine, mais Cyborg, furieux que sa mémoire et sa technologie aient été volées, cherche à agir seul, repoussant même les propositions d'aide de Bumblebee, une autre espionne au sein de la HIVE. Finalement, après un combat acharné contre Blood, il parvint à détruire la machine au dernier moment grâce à l'aide de Bumblebee.
Un peu plus tard, dans le double épisode Les Jeunes Titans de l'Est, Cyborg est envoyé par Robin pour servir temporairement de soutien technique et d'entraîneur aux Titans de l'Est, une nouvelle équipe de Teen Titans récemment formée pour opérer dans une autre région de la même manière que l'équipe originale. Composée de Speedy, d'Aqualad, de Bumblebee et des frères Más y Menos, cette équipe s'avère effectivement avoir beaucoup à apprendre, notamment sur le travail d'équipe... Cependant, grâce à l'aide et aux conseils précieux de Cyborg, elle finit par fonctionner de manière à peu près correcte. Lorsque son travail semble fait, Cyborg reçoit l'ordre de Robin de revenir avec le groupe d'origine afin de poursuivre le Professeur Chang, récemment évadé de prison, mais, à la demande des Titans de l'Est, il choisit de rester en tant que chef de la nouvelle équipe.
Cependant, Brother Blood, toujours rancunier envers lui, organise un plan pour faire de la Tour des Titans de l'Est sa nouvelle Académie et des Titans de l'Est ses nouveaux élèves. Il localise et attaque donc la Tour au moyens de robots, et affronte Cyborg tandis que les autres Titans de l'Est sont tous soumis à son contrôle psychique. Après avoir à première vue repoussé Blood, Cyborg demeure convaincu de vouloir rester à la tête de la nouvelle équipe, malgré les tentatives vaines de Robin pour le convaincre de revenir. Comme l'avait prévu Blood, il coupe le contact avec ses anciens coéquipiers, ne se doutant toujours pas qu'Aqualad, Bumblebee, Speedy, Màs y Menos sont sous le contrôle du directeur de la HIVE Academy...
Il le découvre cependant rapidement, lorsque ses nouveaux équipiers s'en prennent à lui et le capturent, bien qu'il parvienne presque à raisonner Bumblebee. Lorsqu'il se réveille, il découvre avec horreur que Blood s'est servi de ce qu'il a appris sur sa technologie pour se doter lui-même des mêmes prothèses et armes, devenant une sorte de version maléfique de Cyborg. Pire encore, il prévoit de faire subir des opérations similaires à tous les Titans de l'Est afin de les placer sous son contrôle de manière définitive, et de retirer les parts mécaniques de Cyborg afin de les étudier. Ce dernier ne doit son salut qu'à l'arrivée des Teen Titans originaux, que Bumblebee avait juste eu le temps d'avertir avant de retomber sous le contrôle de Blood.
Après cela, estimant que Cyborg est le plus à même de mener à bien la situation, Robin lui cède temporairement le commandement, avec de plutôt bons résultats au départ. Cependant, Blood isole Cyborg et l'affronte en combat singulier tandis que les Teen Titans, après un combat serré contre les Titans de l'Est manipulés par Blood, finissent par être capturés. Cyborg est lui aussi vaincu dans un premier temps, mais alors que Blood pense l'avoir emporté, il s'avère que son adversaire possède un point fort par rapport à lui : ce n'est pas sa mécanique qui maintient réellement son corps en vie, mais son âme. Utilisant les robots environnants, Cyborg s'autorépare, et bat définitivement Blood, qui est envoyé en prison. Après quoi, il décide de retourner avec son équipe d'origine, laissant le commandement des Titans de l'Est à Bumblebee.

### Jeux vidéo
Cyborg apparaît dans plusieurs jeux vidéo :
- 2006 : Teen Titans
- 2011 : DC Universe Online
- 2012 : Little Big Planet
- 2012 : Lego Batman 2: DC Super Heroes
- 2013 : Scribblenauts Unmasked
- 2013 : Injustice : Les Dieux sont parmi nous
- 2014 : Lego Batman 3 : Au-delà de Gotham
- 2017 : Injustice 2
- 2018 : Lego DC Super-Villains